# Moisés Oliva
Moisés Oliva, (Metán, 18 de febrero de 1829 - Salta, 12 de diciembre de 1900) fue un médico y político argentino, que ejerció por dos veces la gobernación de la Provincia de Salta en la segunda mitad del siglo XIX.

## Biografía
Hijo de un militar, estudió en su ciudad natal y en Buenos Aires, donde se recibió de médico en 1856. Se enroló como médico militar en las campañas a la frontera bonaerense, y participó en varios combates, prestando ayuda médica a los soldados y oficiales. Pero, comprobando la falta de humanidad con que eran tratados los indígenas – y también los soldados, gauchos arrancados de sus familias – pidió la baja y regresó a Salta en 1858.
Fue diputado provincial, por el partido federal. Era presidente de la legislatura, cuando el general Anselmo Rojo renunció a la gobernación, en octubre de 1860. Oliva asumió el gobierno en carácter de provisional y llamó a nuevas elecciones, en las que ayudó a ganar al coronel José María Todd, federal también, a quien entregó el poder un mes después de asumir. Fue uno de sus principales apoyos en la legislatura.
Después de la noticia de la batalla de Pavón, Todd debió renunciar al cargo por la presión de los Taboada, desde Santiago del Estero, y de los Uriburu en su provincia. También Oliva renunció a la banca que ocupaba.
Se dedicó a la medicina, y se destacó atendiendo a los heridos durante las revoluciones de 1863 y 1864, prestando servicio en las filas de los revolucionarios, opositores al gobierno nacional de Bartolomé Mitre. El heroísmo con que prestó servicio durante las dos revoluciones le ganó un prestigio que le permitió volver a la legislatura a partir de 1865, destacándose en la oposición. También participó en la lucha contra la invasión de Felipe Varela, en octubre de 1867.
De un carácter tranquilo y amable, fue reelecto varias veces y permaneció como legislador ininterrumpidamente durante 14 años. A partir de 1869, colaboró con Delfín Leguizamón en la organización del Partido Autonomista salteño, opuesto a la influencia de Mitre, y que gobernaría durante décadas – con un breve interinato de un año y medio en 1875. Fue uno de los dirigentes más importantes del oficialismo, tanto a nivel provincial como nacional, y fue gobernador interino por segunda vez en 1872, durante cuatro meses.
A fines de la década del 70 fue elegido diputado nacional, pero casi no ejerció ese cargo: en julio de 1879 era electo gobernador de la provincia; esta vez, por fin, era titular. Las cabezas del Partido Autonomista salteño fueron sus ministros: Benedicto Fresco y Juan Solá. Apoyó al presidente Nicolás Avellaneda y al presidente electo, Julio Argentino Roca, durante la crisis de 1880, durante la rebelión de Carlos Tejedor.
Los hechos más conocidos de su gobierno estuvieron relacionados con la revolución que estalló en Jujuy contra su gobernador Martín Torino, un salteño que gobernó Jujuy rodeado exclusivamente de salteños. Al estallar una revolución contra Torino, Oliva lo apoyó política y militarmente, llegando casi a una guerra civil, que se pudo evitar a último momento, mediante una intervención federal, que les dio la razón a los disidentes jujeños. Una anécdota famosa refiere que el ministro Sarmiento envió a Oliva un telegrama en que preguntaba dónde se hallaba Torino, al que Oliva contestó que en Perico. En un acto irreflexivo, el sanjuanino interpretó la respuesta como una burla contra su persona y le contestó con toda clase de insultos. Sólo después supo que Perico era el nombre de un pueblo – actualmente una ciudad – en la provincia de Jujuy.
Volvió a ser diputado provincial hasta 1889, y desde entonces se dedicó a la medicina en su provincia.